# 熱海城

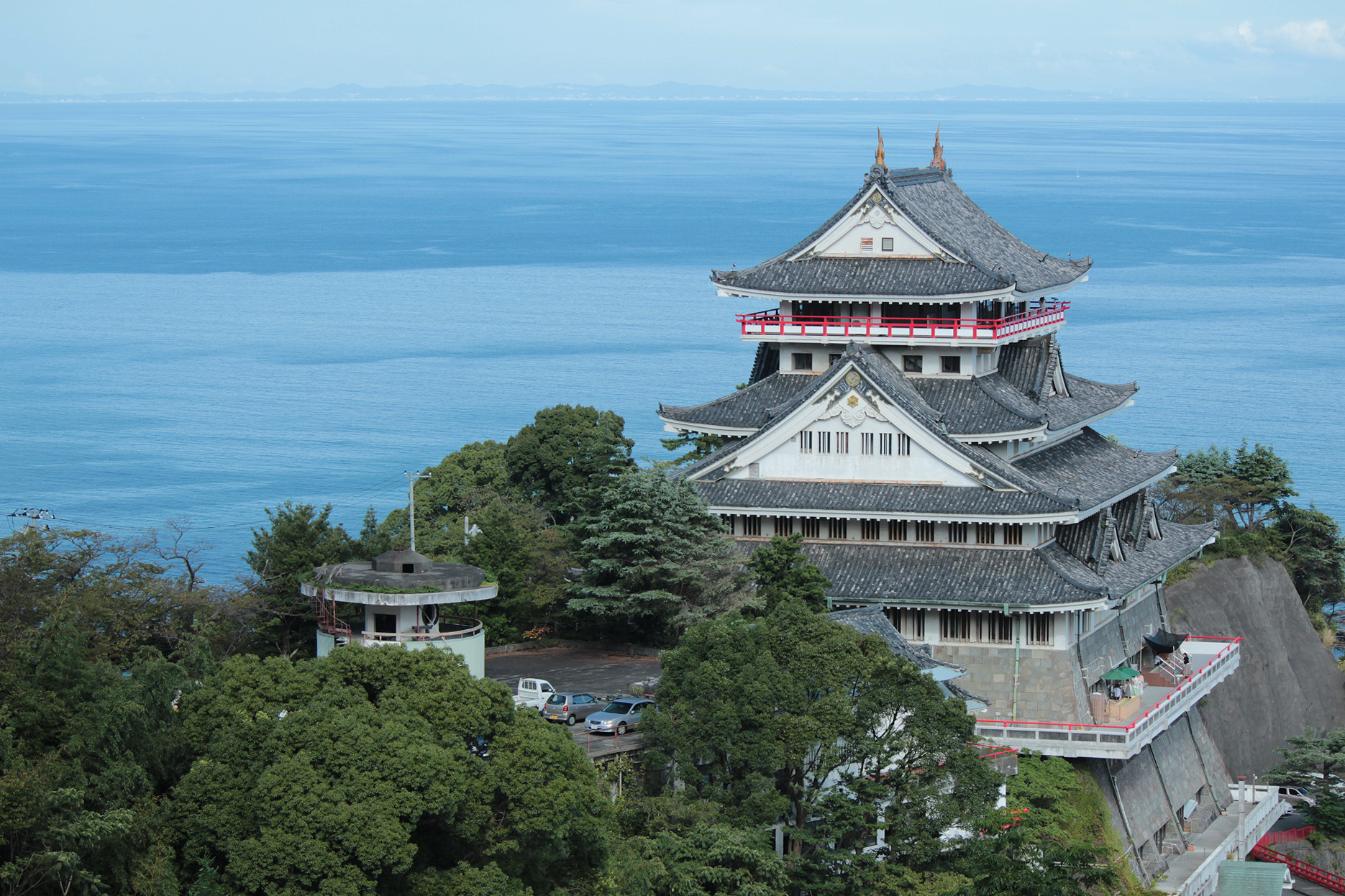
熱海城

熱海城（あたみじょう）は、静岡県熱海市の錦ヶ浦山頂にある観光施設。市街地や南熱海を一望できる熱海市内有数の絶景スポットとなっている。城郭は歴史的に実在したものではない。

## 概要

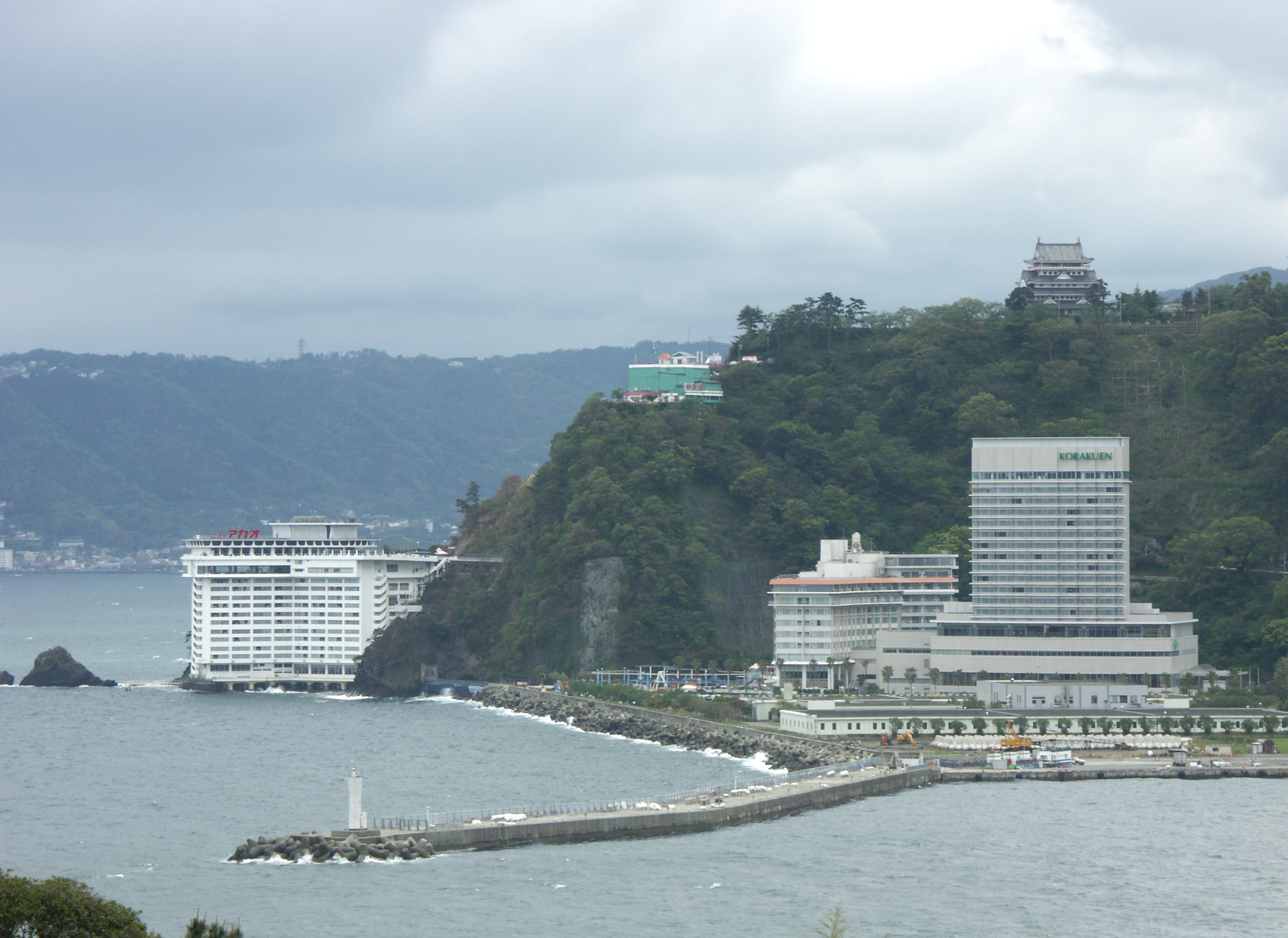
北（市街地）から見た錦ヶ浦と熱海城（右上）

1959年（昭和34年）に海抜100mの位置に建てられた。外観5重、内部9階の日本の城郭に見られる天守を模して造られた鉄筋コンクリート造建築であり、天守閣風建築物である。浅野祥雲作による金鯱を戴く天守からは、熱海市街・初島・大島・相模灘を一望できる。晴れた日には6階にあるパノラマ展望台の望遠鏡から東京スカイツリーや横浜ランドマークタワーが見える。
208本の桜が植えられ、3月下旬から4月上旬にかけて「熱海城桜まつり」が開催される。1962年（昭和37年）公開の映画『キングコング対ゴジラ』や1967年（昭和42年）公開の『大巨獣ガッパ』などにも舞台として登場した。
かつては地下に温泉施設があり、隣接する離れは宿泊棟だったが共に閉鎖された。現役の展望台真下には古い展望台がそのまま残る。

## 内部施設
入場料は大人1100円、小・中学生600円、3〜6歳450円。（熱海トリックアート迷宮館との共通券なら、大人1800円、小・中学生950円、3〜6歳700円。）
- 6階 - パノラマ展望天守閣
- 5階 - 江戸体験コーナー
- 4階 - 江戸の謎絵・遊び絵
- 3階 - 浮世絵・春画展
- 2階
  - 日本城郭資料館
  - 萩原一青画伯「名城再現ふるさとの城」展
  - マッチ棒城郭模型/名人の作る芸術品
- 1階
  - 武家文化資料館/鎧・日本刀・火縄銃
  - 米粒人形の店 一風堂
  - 売店コーナー
  - 無料マッサージチェア
  - ジェット足湯
- 地下1階 - 無料遊戯施設
  - 卓球
  - ボルダリング
  - 大型ボールプール
  - 無料ゲーム機コーナー

## 敷地内施設
- 熱海トリックアート迷宮館 - 西脇
- 海の見える喫茶&レストラン ヒルトップテラス - 東脇

## 交通
- 国道135号錦ヶ浦トンネル南側交差点を東側（海側）に曲がってから、反転して西向きに坂を上がる。熱海駅（JR東日本・JR東海）よりタクシーで約10分。
- 路線バス
  - 湯〜遊〜バス - 「熱海城」バス停下車0分。
  - 伊豆東海バス - 伊東・網代行きバス「錦ヶ浦」下車徒歩10分。
- アタミロープウェイ - 山頂駅から徒歩1分。

## 運営
- 株式会社ミナックス（東京都新宿区）